# Gustavo Di Lella
Gustavo Di Lella, född 6 oktober 1973, är en argentinsk före detta fotbollsspelare som spelade i The Football League för Darlington, Hartlepool United och Scarborough.